# One High Line
One High Line, früher The XI und The Eleventh, ist ein im Jahr 2024 fertiggestellter Gebäudekomplex in Manhattan in New York City, Vereinigte Staaten. Der gemischt genutzte Komplex beherbergt Eigentumswohnungen, ein Hotel, Büros und Einzelhandelsflächen und bildet mit seiner außergewöhnlichen markanten Architektur einen Blickfang an der Waterfront zum Hudson River in Midtown Manhattan.

## Beschreibung

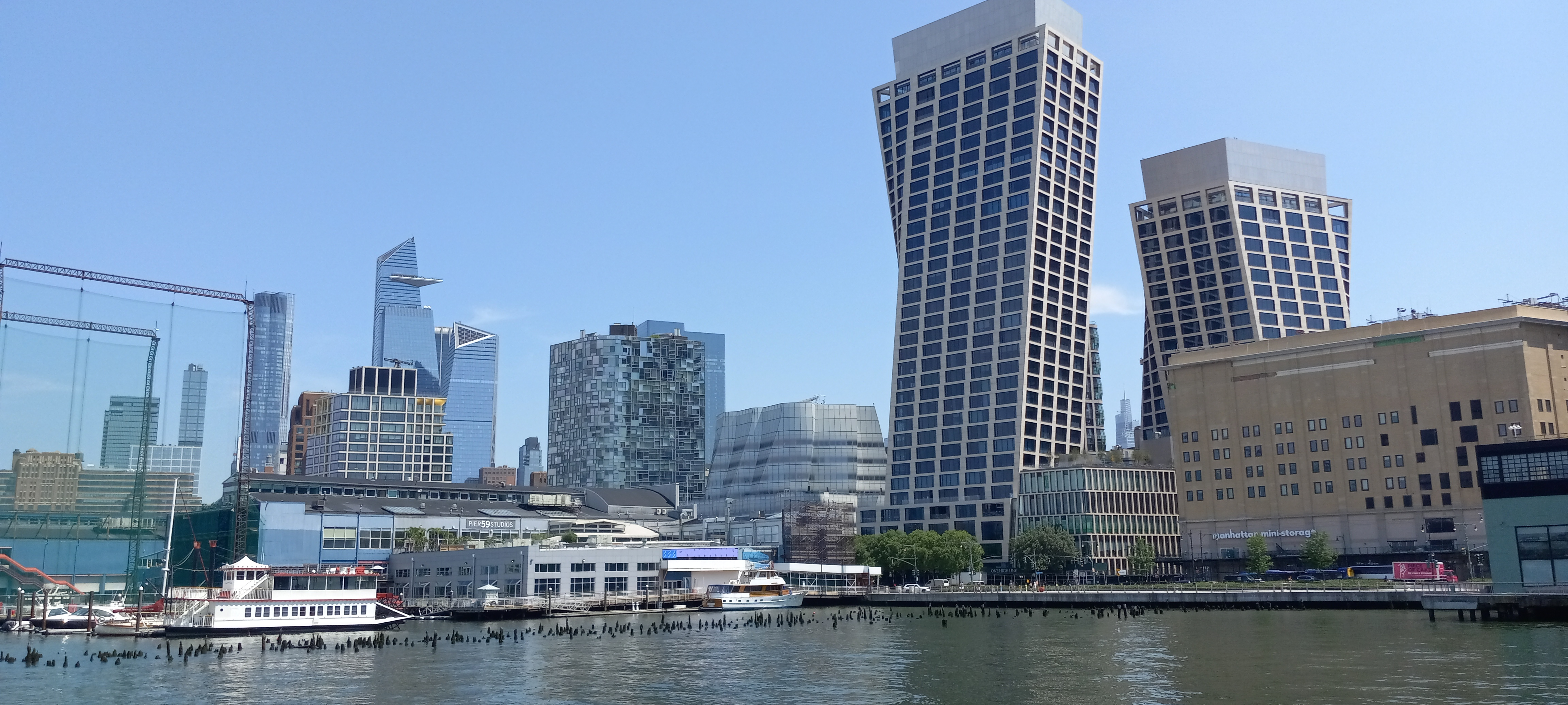
Der Komplex im August 2024 (rechts)

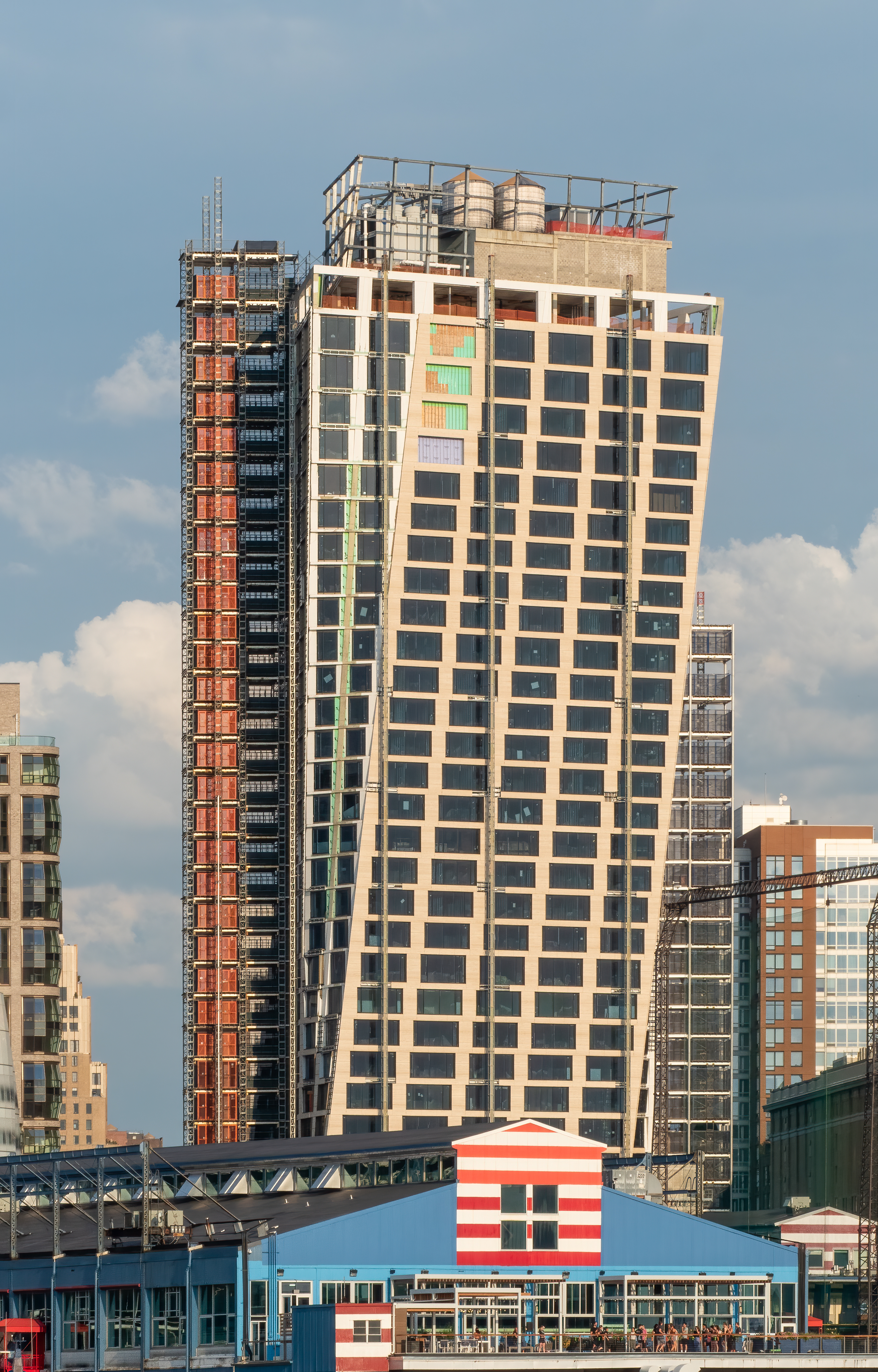
West Tower im Juli 2021

One High Line belegt einen ganzen Stadtblock zwischen der West 17th Street und West 18th Street sowie der Tenth Avenue und Eleventh Avenue (West Side Highway) im Stadtteil Chelsea. Die Parkanlage und zugleich Namensgeber High Line überquert östlich der Gebäude das Grundstück. Westlich befinden sich jenseits des West Side Highways der Hudson River und der Hudson River Park, die Chelsea Piers sowie südlich der künstliche Inselpark Little Island. Nachbargebäude sind das IAC Building und das Lantern House.
Der Gebäudekomplex mit den beiden korrespondierenden und sich zueinander drehenden Türmen wurde von dem dänischen Architekturbüro Bjarke Ingels Group (BIG) entworfen. Bauherren waren zu Beginn die HFZ Capital Group, anschließend die Immobilienentwicklungs- und Investmentunternehmen Witkoff und Access Industries. Der West Tower ist 122,5 Meter (402 Fuß) hoch und hat 36 Stockwerke, der East Tower ist 92 Meter (302 Fuß) hoch bei 26 Stockwerken. Komplettiert wird der Komplex von einem fünfstöckigen Gebäude an der Südseite des Grundstücks, das baulich mit dem West Tower verbunden ist. An den klar strukturierten Fassaden wechseln sich Glas und Travertin Stein ab. Der East Tower besitzt einen sechsgeschossigen und der West Tower einen viergeschossigen Sockel. Die beiden Türme sind an der 17th und 18th Street jeweils mit einer Skybridge verbunden, darunter führen Zufahrten zum Innenhof. Der East Tower grenzt direkt an die High Line, dabei erstrecken sich die im Erdgeschoss untergebrachten Geschäfte mit ihrer Ladenfront bis unter die Parkanlage. Die Begrünung von Terrassen und Freiflächen sowie die öffentlich zugängliche begrünte Plaza zwischen der High Line und der Tenth Avenue entwarf das New Yorker Team der Firma Enea Landscape Architecture des Schweizers und Landschaftsarchitekten Enzo Enea. Die Gebäude verfügen insgesamt über 236 Eigentumswohnungen, davon 149 im West Tower und 87 im East Tower, ein zum Hotelunternehmen Accor gehörendes Faena Hotel mit 137 Zimmern im East Tower sowie Büro- und Einzelhandelsflächen.
Für die Bewohner stehen unter anderem eine rund um die Uhr besetzte Lobby, private Parkplätze, Fahrradabstellplätze, ein 23 Meter langes Sportbecken, Whirlpool, ein Fitnesscenter mit privaten Trainingsräumen, Dampfbädern für Männer und Frauen, Saunen und private Behandlungsräume, ein Billard- und Spielzimmer, ein Golfsimulator und eine verglaste Lounge in der Skybridge zur Verfügung.
Im Mai 2015 erwarb die HFZ Capital Group das brachliegende Grundstück. Nach erfolgter Finanzierung war im September 2016 Baubeginn für den Gebäudekomplex mit der Bezeichnung „The XI“. Im August 2018 erreichte der West Tower seine Endhöhe, der East Tower folgte im Februar 2019. Die HFZ Capital Group geriet Ende 2019 in finanzielle Schwierigkeiten und die Arbeiten wurden im Laufe des Jahres 2020 eingestellt. Ende 2021 kaufte Steve Witkoff das Grundstück in einer Zwangsversteigerung für 900 Millionen US-Dollar und ging eine Partnerschaft mit Access Industries ein. Im Frühjahr 2022 wurden die Bauarbeiten an dem in „One High Line“ umbenannten Komplex fortgesetzt. Die Außenarbeiten und die Installation der Fassade fanden im Oktober 2023 ihren Abschluss. Die bauliche Fertigstellung des Komplexes erfolgte im Sommer 2024, die der Plaza und der Einzelhandelsgeschäfte Anfang 2025. Die Eröffnung des Faena Hotels New York ist im Frühjahr 2025 vorgesehen.